# Niczypar Miacielski
Niczypar Miacielski (biał. Нічыпар Мяцельскі, ur. 1905 w Onufrowiczach, zm. 6 kwietnia 1943 w okolicach Rudzieńska w rejonie puchowickim) – działacz białoruskiego ruchu narodowego.

## Życiorys
Urodzony we wsi Onufrowicze, w powiecie słuckim, w guberni mińskiej Imperium Rosyjskiego (obecnie w sielsowiecie Gresk rejonu słuckiego obwodu mińskiego Białorusi). W 1924 roku brał udział w podziemnej antybolszewickiej organizacji Jurego Listapada, a po uwolnieniu został nauczycielem we wsi Citwa pod Rudzieńskiem, gdzie pozostał także w czasie okupacji niemieckiej w czasie II wojny światowej. Na początku 1943 roku mińska Biełaruskaja Hazeta wydrukowała artykuł Ryhora Kruszyny Ź minułych dzioń. Sudowy praces nad Listapadam, gdzie wspomniany był i Miacielski jako zwolennik organizowania białoruskich oddziałów wojskowych i stworzenia rządu narodowego. Wskutek tego został schwytany przez radzieckich partyzantów 2 Mińskiej Brygady (dowódca I. Iwanow), przez których został obwiniony o odnowienie działalności kontrrewolucyjnej i przynależność do miejscowego koła Białoruskiej Partii Niepodległościowej. Rozstrzelany.